# NOS Met het Oog op Morgen
NOS Met het Oog op Morgen (kortweg: het Oog) is een Nederlands radioprogramma van de NOS, dat elke dag tussen 23.00 en 24.00 uur wordt uitgezonden op NPO Radio 1.
Het programma bevat actualiteiten van de afgelopen en komende dag. Het succes wordt verklaard doordat de persoonlijkheid van de desbetreffende presentator duidelijk aanwezigheid, iets wat bij veel andere nieuwsprogramma's niet het geval is. Het is eveneens een van de weinige gepresenteerde radioprogramma's dat zeven dagen per week wordt uitgezonden. 
Het programma wordt behalve op NPO Radio 1 uitgezonden door diverse regionale omroepen, zoals Radio Gelderland, Omrop Fryslân, Radio West en RTV Oost, en enkele lokale omroepen.

## Geschiedenis
Het programma bestaat sinds 5 januari 1976. Het idee voor een actueel programma op de late avond kwam van radiocoryfee Kees Buurman. De eerste uitzending werd gepresenteerd door Han Mulder.
Al vanaf de eerste uitzending begint en eindigt het programma met een aangepaste versie van het lied Gute Nacht, Freunde van Reinhard Mey. Het instrumentale gedeelte werd oorspronkelijk gespeeld door het VARA-dansorkest onder leiding van Charlie Nederpelt. Vanaf 2011 is er de door Franck van der Heijden gearrangeerde versie gespeeld door het Metropole Orkest. Het Oog werd op Hilversum 2 uitgezonden, dat in 1985 werd hernoemd naar Radio 1.
In 2024 stopte Hans Hogendoorn na 48 jaar als stem van het programma. Journalist en voice-over Hanneke de Jonge werd de nieuwe stem van het programma.

## Formule
NOS Met het Oog op Morgen brengt tegenwoordig elke dag achtergronden bij het nieuws, onder meer door interviews in de studio met gasten die zelf in het nieuws zijn, of veel weten over de achtergronden van een actuele gebeurtenis. Ook wordt dagelijks verteld wat de volgende dag in de ochtendbladen te lezen is. Het programma heeft na de tune een vaste opening. Hierin wordt meegedeeld wie de uitzending presenteert en welke onderdelen er in de uitzending zitten, zoals de krant van morgen en Den Haag vandaag. De opening volgt een vast patroon: Dit is Met het Oog op Morgen, met een overzicht van de actualiteiten, de krant van morgen, Den Haag vandaag en de ontwikkelingen en achtergronden van het nieuws. Buiten is het x graden. Binnen zit <naam presentator>. Hierna begint de uitzending met een persoonlijke kijk van de presentator op de afgelopen dag.
De interviews in het Oog zijn voor het grootste gedeelte live in de studio in Hilversum. Als een gast niet in de gelegenheid is om naar de studio te komen, wordt er gebruikgemaakt van een andere studio of er wordt telefonisch contact gezocht met de gast. Een uitzondering wordt gemaakt voor belangwekkende gesprekken die niet live kunnen worden gehouden. In dit geval wordt het interview van tevoren opgenomen. De meest voorkomende van tevoren opgenomen interviews zijn gesprekken van de Den Haag-redactie met politici. NOS Met het Oog op Morgen heeft met ruim 40% het grootste marktaandeel op de publieke en commerciële radiozenders op het tijdstip van uitzenden.

## Onderdelen
NOS Met het Oog op Morgen heeft zijn succes mede te danken aan de vaste formule. Het programma begint met het nieuws van de afgelopen dag in een kort blok en een overzicht van de ochtendkranten. Tot november 2021, bij gebreke aan Nederlandse zondagkranten, werd de krant in "anderland" -  het nieuws uit een buitenland dat die dag in de belangstelling was - behandeld. In de aanloop naar de Tweede Kamerverkiezingen in 2021 kwam in plaats van buitenlands nieuws, regionaal nieuws aan de orde. Na dit item wordt een aantal nieuwsonderwerpen uitgebreider behandeld, te beginnen met het Haagse politieke nieuws, zo dat er is. Op maandag is er 'Brussel bij nacht' waarin nieuws uit de ''hoofdstad' van Europa' aan de orde komt, doorgaans met NOS-correspondenten Kysia Hekster en Ardy Stemerding. Aan het eind komt vaak de rubriek 'Vijf voor twaalf', waarin kort een nieuwsitem nuancerend wordt bekeken; onderwerp is meestal een korte reactie op klein of grappig nieuws van die dag. Van tijd tot tijd wordt deze rubriek gebruikt voor een miniserie over een bepaald onderwerp. In het derde seizoen van het televisieprogramma Boer zoekt Vrouw werden de afleveringen besproken door het toenmalige Tweede Kamerlid Annie Schreijer-Pierik in de rubriek "Oog zoekt boerin". Tijdens de paasdagen van 2008 legden bekende Nederlanders uit wat de dagen rondom Pasen inhouden.
De Duitstalige begintune van het programma is sinds het begin van de uitzendingen door sommige mensen als controversieel ontvangen. Daarom is in 1980 besloten op 4 mei een aangepaste tune te draaien. Sedertdien wordt op elke dag de normale begintune gebruikt en hiermee is deze de meest gedraaide tune in de geschiedenis van de Nederlandse radio. Eind maart 2010 werd bekendgemaakt dat deze tune vervangen zou worden door een andere. Op 1 april bleek dit een grap te zijn.
In 2011 is de tune opnieuw ingespeeld door het Metropole Orkest in een gewijzigd arrangement. Sinds 13 oktober van dat jaar is de nieuwe versie te horen.

## Podcast
Na de uitzending verschijnt het Oog als podcast. Daarnaast verschijnt op zaterdag een podcast met de hoogtepunten van de week. Van februari 2017 tot maart 2019 hebben politiek verslaggever Joost Vullings en presentator Max van Weezel een eigen podcast gehad: De Stemming van Vullings en Van Weezel. In juli 2019 kwam er een doorstart met Vullings en Xander van der Wulp: De Stemming van Vullings en Van der Wulp.

## Presentatoren

### Heden
De huidige presentatoren met hun vaste dag zijn:
- maandag: Chris Kijne (sinds 2011).
- dinsdag: Wilfried de Jong (sedert oktober 2014 op vrijdag, op dinsdag sinds april 2017).
- woensdag: Rob Trip (oneven weken) (sinds 2013) en Winfried Baijens (even weken)
- donderdag: Lucella Carasso (van 2006 tot 2009 en opnieuw sedert januari 2014);
- vrijdag: Simone Weimans (sinds november 2017);
- zaterdag: Elisabeth Steinz (sedert 3 december 2022).
- zondag: Mieke van der Weij (op deze dag sinds maart 2015).

Invallende presentatoren zijn Tijs van den Brink, Cees Grimbergen, Marcia Luyten, Sheila Sitalsing, Coen Verbraak en Jeroen Wollaars.

### Oud-presentatoren
Presentatoren in de loop der tijd waren onder anderen:
- Marga van Arnhem
- Gerard van den Berg
- Wim Bosboom
- Kees Boonman
- Berend Boudewijn
- Govert van Brakel
- Margriet Brandsma
- Eric Corton
- Vincent van Engelen
- Violet Falkenburg
- Job Frieszo
- John Jansen van Galen
- Karel van de Graaf
- Ad 's-Gravesande
- Cees Grimbergen
- Hanneke Groenteman
- Klaas Jan Hindriks
- Henk van Hoorn
- Twan Huys
- Eva Jinek
- Astrid Kersseboom
- Arie Kleijwegt
- Peter Knegjens
- Hans Laroes
- Jan Lenferink
- Patrick Lodiers
- Joris Luyendijk
- Jaap van Meekren
- Leo Nelissen
- Ivo Niehe
- Alice Oppenheim
- Jeroen Pauw
- Clairy Polak
- Koos Postema
- Fred Racké
- Lara Billie Rense
- Klaas Samplonius
- Stephan Sanders
- Bert van Slooten
- Frits Spits
- Nico Steenbergen
- Henk van Stipriaan
- Annette van Trigt
- Joost Vullings
- Maartje van Weegen
- Max van Weezel
- Pieter van der Wielen
- Herman van der Zandt
- Joop van Zijl
- Hans Zoet

## Rubrieken
- Het nieuwsoverzicht op radio en tv: hoogtepunten van het nieuws aan de hand van fragmenten uit televisie- en radioprogramma's;
- De krant van morgen: een blik in de ochtendbladen behalve op zaterdagavond bij gebreke aan Nederlandse zondagkranten.
- Den Haag Vandaag: Haagse verslaggevers Wilma Borgman en Wilco Boom doen verslag van de Haagse politiek;
- Brussel bij Nacht: Europacorrespondenten Sander van Hoorn en Tijn Sadée doen verslag van de Europese politiek, op maandagen;
- Johns Poëzierubriek: Oud-Oog-presentator John Jansen van Galen brengt gedichten ten gehore en vertelt over poëzienieuws, op zondagen;
- Een Leven in Letters: Rubriek over biografieën van Hans Renders, elke derde zondag van de maand.
- Gesprek met de minister-president: Wilma Borgman of een andere medewerker van de parlementaire redactie van de NOS spreekt wekelijks, doorgaans op vrijdag, met de premier of, als die is verhinderd, met een vicepremier.

## Prijzen
- 1996 en 1998: Marconi Award, categorie Beste Informatieve radioprogramma
- 2016: Ere-Zilveren Reissmicrofoon

## Bijzonderheden
- 29 juli 2005 was de 10.000e uitzending van het programma.
- Stephan Sanders besteedde in zijn uitzendingen aandacht aan klassieke muziek: met het oog op klassiek.
- Op vrijdag 10 mei 2019 is uitzending 15.000 met publiek vanuit de Verkadefabriek in Den Bosch uitgezonden; de intro van het programma werd door het aanwezige publiek gekozen uit een aantal door luisteraars ingezonden suggesties.[8]
- Een aantal malen liep het programma door na 12 uur in verband met een actuele gebeurtenis, bijvoorbeeld in 2016 na de aanslag met een vrachtwagen op de Boulevard des Anglais in Nice en in 2021 na de Bestorming van het Capitool door aanhangers van aftredend president Donald Trump.